# Curling für Eisenstadt
Curling für Eisenstadt (Arbeitstitel: Curling for Eisenstadt) ist eine österreichische Filmkomödie der ORF-Fernsehfilmreihe Stadtkomödie aus dem Jahr 2019 von Andreas Schmied mit Katharina Straßer, Marlene Morreis, Veronika Polly und Maddalena Hirschal. Im ORF wurde der Film am 13. September 2019 erstmals gezeigt. Die Vorpremiere fand am 10. September 2019 im Schloss Esterházy statt. Die Erstausstrahlung im Ersten war am 16. Oktober 2019.

## Handlung
Die junge Touristik-Managerin Vicky ist eine verwöhnte Frau, die bislang mit Hilfe des guten Rufes ihres Vaters, dem einflussreichen Weinbauern Hubert Kapfensteiner, im Leben vorangekommen ist. Als ihr bei der Präsentation einer neuen Werbelinie der Agentur, für die sie tätig ist, ein Fehler unterläuft und sie unbeabsichtigt den Bürgermeister beleidigt, wird sie von ihrem Chef Joe Baumgartner gekündigt. Außerdem ist sie bei ihrem Vater unten durch und muss nun lernen, auf eigenen Beinen zu stehen. Nach einem kurzen Durchhänger startet sie wieder durch und versucht, die Curling-Weltmeisterschaft der Damen in die burgenländische Landeshauptstadt Eisenstadt zu holen.
Für eine erfolgreiche Bewerbung fehlt ihr allerdings ein Eisenstädter Curling-Team, außerdem hat Vicky vom Sport Curling selbst keine Ahnung und muss die Anmeldegebühr sowie die Ausrüstung auftreiben. Eigentlich ein aussichtsloses Unterfangen. Sie setzt alles daran, eine eigene Damen-Curling-Mannschaft aufzustellen. Verbandspräsident Robert Weber verspricht ihr, Eisenstadt zum Austragungsort der WM zu machen, sollte sie mit ihrer Mannschaft gegen die Staatsmeister aus Kitzbühel gewinnen. Der Bürgermeister steht dem Vorhaben offen gegenüber, ihrem ehemaligen Chef Joe Baumgartner droht der Verlust des Auftrags an Vicky.
Dem Team gehören neben Vicky als Skip ihre Freundin, die Vermessungstechnikerin Melanie an sowie Emma, eine Angestellte ihres Vaters, und Geri, eine Surflehrerin, die sie zufällig beim Surfen trifft. Ihr ehemaliger Chef Joe versucht dabei, sie zu sabotieren, unter anderem, indem er erwirkt, dass sie am Trainingsplatz Platzverbot erhält. Unterstützung erhält sie dagegen vom Hendl Kaiser, der als Sponsor fungiert und seine Halle für das Training zur Verfügung stellt. Als Teamnamen schlägt er Chicken Nugget Queens vor. Als Trainerin kann Vicky die ehemalige DDR-Curlerin Petra Glewitz gewinnen, Coach der gegnerischen Mannschaft ist die ehemalige BRD-Curlerin Silke von Staremberg, die die Aufnahme von Glewitz in die gemeinsame Mannschaft nach der Wende verhinderte. Danach hatte Glewitz nie mehr einen Curlingstein angefasst. Nachdem Glewitz zunächst aufgeben möchte, schafft es Kaiser, sie wieder ins Team zurückzuholen. Zwischen den beiden entwickelt sich eine Romanze.
Nach einem One-Night-Stand von Vicky mit David Kovac, auf den Melanie zuvor ebenfalls ein Auge geworfen hatte, kommt es während des Turniers mit den Kitzbühlern zum Streit zwischen Vicky und ihrer Freundin. Melanie möchte alles hinschmeißen und aus der Mannschaft aussteigen. Nach einer Aussöhnung setzen die Eisenstädter das Turnier fort. Dabei zerbricht ein Stein. Obwohl ihnen die Trainerin der gegnerischen Mannschaft Silke von Staremberg einen defekten Ersatzstein zur Verfügung stellt, schaffen es die Eisenstädter schließlich, das Turnier für sich zu entscheiden.

## Produktion und Hintergrund
Die Dreharbeiten fanden vom 6. November bis zum 7. Dezember 2018 im Burgenland und in Wien statt. Drehorte waren unter anderem Eisenstadt, Illmitz und Frauenkirchen.
Produziert wurde der Film von Gebhardt Productions, beteiligt waren der Österreichische und der Mitteldeutsche Rundfunk, unterstützt wurde die Produktion von der Kulturförderung der Landeshauptstadt Freistadt Eisenstadt. Für den Ton zeichnete Torsten Heinemann verantwortlich, für das Szenenbild Enid Löser, für die Kostüme Monika Buttinger und für die Maske Marcus Zenaty und Carmen Schneider.
Nach Harri Pinter, Drecksau ist das die zweite Stadtkomödie von Regisseur Andreas Schmied. Katharina Straßer spielte bereits in der Stadtkomödie Herrgott für Anfänger die Hauptrolle.
Die Curlerin Karina Toth hat einen Auftritt als Skip der gegnerischen Mannschaft.

## Rezeption

### Kritiken
Wilfried Geldner schrieb im Weser-Kurier: „Ein über weite Strecken unterhaltsamer Komödien-Kaiserschmarrn, mit vielen Gag-Rosinen drin und obendrüber Puderzucker, der so gut nur im Ösi-Dialekt funktionieren kann.“ Dass sich die Ost-Trainerin am Ende mit dem Burgenländer Hendl-König vermählt, würde „recht krachert“ wirken. Wie sie sich dann aber beim „Spirit of Curling“ genannten Fairplay zusammenfinden, die Eisenstädterinnen und die aus Kitz, habe schon seinen Tränendrüsen-Wert.
Thomas Klingenmaier befand in den Stuttgarter Nachrichten: „Wo deutsche Fernsehfilme oft jämmerlich daran verenden, dass die Figuren nicht ganz vom Schriftdeutsch loskommen, da knarzen, granteln, gifteln und prahlen die Provinzler hier wie so oft in österreichischen Filmen im Dialekt und energisch ruppig. Man schaut und hört ihnen gern zu, sogar beim Curling, dem langweiligsten Sport der Welt nach Golf.“
Sidney Schering meinte auf Quotenmeter.de, dass sich der Film aus den Gag- und Story-Töpfen, aus denen schon Filme wie Mighty Ducks, Cool Runnings oder Tin Cup genascht haben, bedienen würde. Anders als Eddie the Eagle würde dieser Film aber keinen inszenatorisch frischen Hebel finden. Viele der Dialoge lebten allein  „vom österreichischen Schmäh bei den Heldinnen, der Leipziger Schnauze von Maria Simon-Lade und der schnittigen Härte, mit der Esther Schweins die gegnerische Trainerin anlegt.“ Regisseur Andreas Schmied gäbe dem Geplänkel aber ein solides Tempo mit. Alexandra Löwys Schnitt lasse die Erzählung trotz mancher dramaturgischer Risse flüssig in Richtung Ziel gleiten, der Soundtrack mache mit seinem bunten Hit-Mix Laune. Der Film sei keinesfalls ein großer Fernsehfilmwurf, aber ein leichtes Vergnügen ohne Reue.
Susanne Haverkamp urteilte in der Neue Osnabrücker Zeitung: „Absurd und warmherzig. Tragisch und komisch. Oberflächlich und tiefsinning. Sportlich und romantisch. Eine gute Unterhaltung am Mittwochabend.“ Die Idee sei absurd und der Film auch. „Aber liebevoll-absurd. Mit schrägen Charakteren [...].“

### Einschaltquote
Die Erstausstrahlung im Ersten am 16. Oktober 2019 wurde in Deutschland von 3,11 Millionen Zuschauern gesehen und erreichte einen Marktanteil von 11 Prozent.